# Moon Ska World
Moon Ska World ist ein Independent-Plattenlabel aus Großbritannien.

## Geschichte
Moon Ska World ging 2006 aus Moon Ska Europe hervor, das zum damaligen Zeitpunkt ein Schwester-Label des US-amerikanischen Labels Moon Ska Records war. Das Label residiert in Lewes (England) und operiert heute unabhängig, für bestimmte Veröffentlichungen kooperiert man mit Megalith Records (USA). Moon Ska World hat heute vor allem britische Bands unter Vertrag und organisiert die UK-Releases für internationale Bands wie The Toasters (USA) oder The Upsessions (Niederlande).

## Bands (Auswahl)
- The Toasters
- The BiG
- Chris Murray
- The Upsessions
- Go Jimmy Go
- Dub City Rockers